# Cheiraster mirabilis
Cheiraster mirabilis är en sjöstjärneart som först beskrevs av Perrier 1881.  Cheiraster mirabilis ingår i släktet Cheiraster och familjen nålsjöstjärnor. Inga underarter finns listade i Catalogue of Life.